# Вона заплатила життям
«Вона заплатила життям» (англ. She Paid The Ultimate Price) — документальний фільм 2011 року канадської режисерки-сценариста Ірини Корпан. Фільм базується на житті її бабусі Катерини Сікорської, яка була страчена німцями в 1943 році за те, що сховала в себе єврейську родину.
Катерина Сікорська отримала посмертне звання «Праведника народів світу» в 1995 році.
Фільм використовує музику Максима Березовського, Левка Ревуцького, Мирослава Скорика, Віктора Мішалова, Романа Туровського та Майкла Альперта.